# Kenwood (Elektronik)

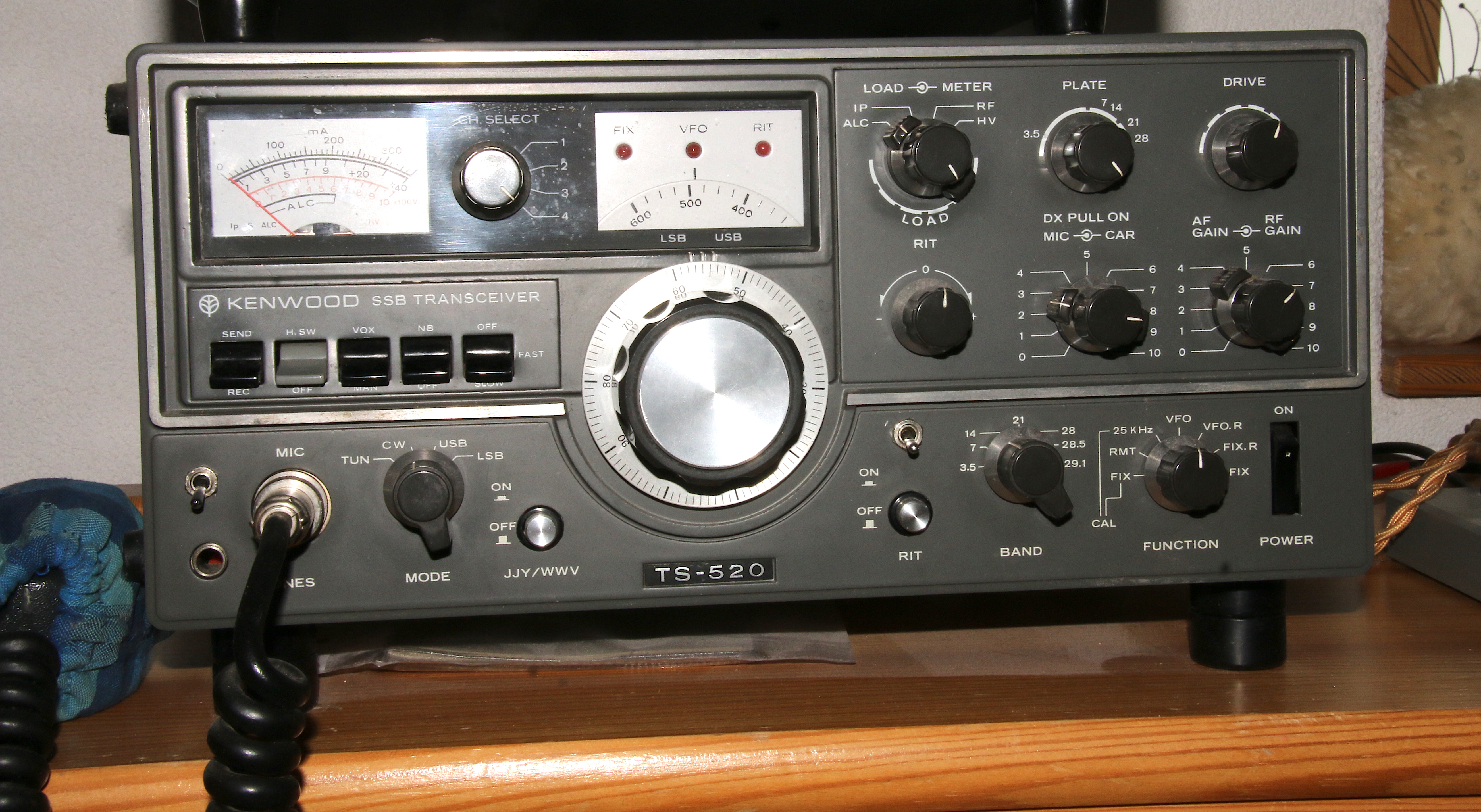
Kenwood TS-520 Amateur-Kurzwellen-Sendeempfänger

Kenwood (japanisch ケンウッド) ist ein ehemaliges japanisches Unternehmen der Unterhaltungs- und Kommunikationselektronik-Branche. Im Jahr 2008 fusionierte es mit dem vormaligen Konkurrenten JVC zu JVC Kenwood.

## Produkte
Kenwood entwickelte und produzierte unter anderem:
- Unterhaltungselektronik (Audiorekorder, Autoradios, HiFi- und Heimkino-Geräte, Navigationssysteme, Plattenspieler etc.)
- Kommunikationselektronik (Amateur- und Betriebsfunkgeräte sowie PMR-, CB- und sonstige Funkgeräte)

Mit dem englischen Küchengerätehersteller gleichen Namens bestanden trotz ähnlichem Logo keine Beziehungen.

## Unternehmensgeschichte
Nach dem Zweiten Weltkrieg wurde Kenwood 1946 als Radiohersteller ursprünglich als Kasuga Radio Co. Ltd. in Komagane City von Jiro Kasuga gegründet und 1950 in Kasuga Radio Industry Corporation umfirmiert. Im Jahre 1955 wurde in Tokio ein Werk zur Massenfertigung errichtet und 1960 die Firma in Trio Corporation umbenannt. Ab 1961 notierte das Unternehmen an der Börse in Tokio. 
Mit einer Niederlassung in Los Angeles begann 1963 die Expansion und weltweite Vermarktung. Am 14. Mai 1968 öffnete die europäische Niederlassung in Belgien. 1972 verließ Jiro Kasuga das Unternehmen und gründete ein neues Unternehmen mit Namen Kensonic. Ab 1980 spezialisierte sich das Unternehmen auf die Produktion und Vermarktung von Radio- und Kassettengeräten für Kraftfahrzeuge („Car Audio“). 1982 war Kenwood an der Entwicklung des ersten CD-Players beteiligt.

### Kenwood Corporation
Im Jahre 1986 erfolgte erneut eine Umfirmierung in Kenwood Corporation. Die Fertigung von mobilen CD-Playern wurde aufgenommen.
Ab 1992 zählten auch Navigationssysteme für Kraftfahrzeuge zur Produktpalette, die sich stetig erweiterte und auch Mobilfunksysteme integrierte (Personal Handy Phone System – PHP). 1997 wurde ein Empfangsgerät für den digitalen terrestrischen Hörfunk-Übertragungsstandard DAB in Kraftfahrzeugen vorgestellt. Später folgten die Integration von Festplatten- und DVD-Navigationssystemen, Smartphones sowie der Digitalisierung des Betriebsfunks nach den APCO-P25- und TETRA-Standards. Im Juni 1997 stellte das Unternehmen als Japans erster Hersteller einen Kfz-DAB-Empfänger vor. 1999 entwickelte es den weltweit ersten mobilen Digital-TV-Empfänger. Im Jahre 2002 begann die Kenwood U. S. A. Corporation mit dem Verkauf der ersten digitalen Funksysteme in den USA. Im Jahre 2003 arbeitete Kenwood mit dem „Advanced Telecommunications Research Institute International“ zwecks Anwendung der Voice-Synthesis-Technologie im Kfz-Bereich zusammen. Im Jahre 2004 erfolgte die Gründung des Musikvertriebsunternehmens Any Music Inc. Im Jahre 2005 wurde der erste portable Festplatten-Audiospieler vorgestellt.

### JVC Kenwood Holding Corporation
Vertreter von Kenwood und der bisherigen Panasonic-Tochtergesellschaft Victor Company of Japan (JVC) vereinbarten 2007 eine Zusammenarbeit und Gründung der J & K Technologies (später J & K Car Electronics) als Jointventure. 2008 erweiterte sich die Kooperation auch um eine Zusammenarbeit in der Verwaltung beider Unternehmen, die am 1. Oktober 2008 in der gemeinsamen JVC Kenwood Holding mündete.
Am 1. August 2011 endete die Zusammenlegung in der Umbenennung der Holding in JVCKenwood Corporation.

## Kenwood als Tochtergesellschaft
Seit 2011 ist die Kenwood Corporation neben der JVC Ltd. und J & K Car Electronics Corporation eines der drei Tochterunternehmen der JVCKenwood Corporation bzw. JVC Kenwood Group.